# 佩里尼 (汝拉省)
佩里尼（法語：Perrigny，法語發音：[pɛʁiɲi] ⓘ）是法国汝拉省的一个市镇，位于该省西部，属于隆斯勒索涅区。

## 地理
佩里尼（46°40'7"N, 5°35'7"E）面积8.89 平方千米，位于法国勃艮第-弗朗什-孔泰大區汝拉省，该省份为法国东部内陆省份，北起上索恩省，西北接科多尔省，西临索恩-卢瓦尔省，南至安省，东与杜省和瑞士接壤。
与佩里尼接壤的市镇（或旧市镇、城区）包括：帕讷西耶尔、蒙泰居、孔列日、布里奥、欧特罗什、博姆莱梅雪、隆斯勒索涅。

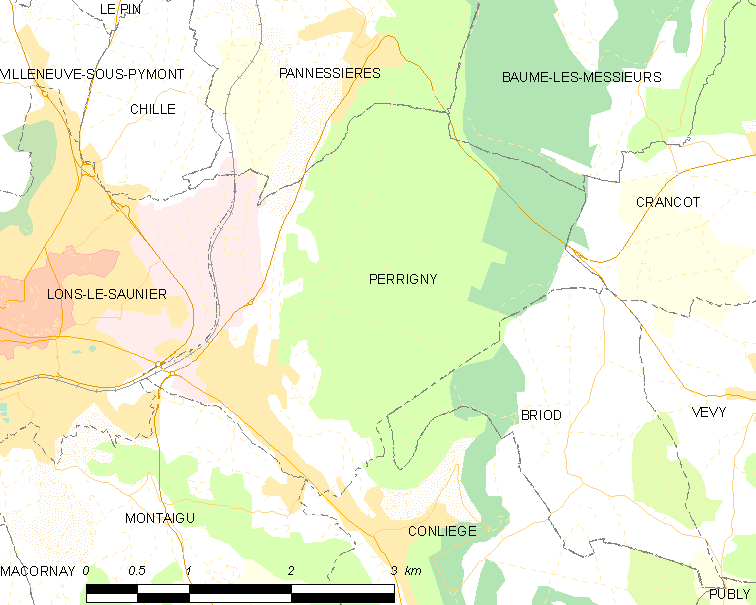
的OSM定位图

佩里尼的时区为UTC+01:00、UTC+02:00（夏令时）。

## 行政
佩里尼的邮政编码为39570，INSEE市镇编码为39411。

## 政治
佩里尼所属的省级选区为波利尼县。

## 人口

1962-2008年间人口变化图示

佩里尼于2022年1月1日时的人口数量为1535人。